# Polikarpov R-5
Polikarpov R-5 je bil sovjetski enomotorni dvokrilnik iz 1930ih. Letalo je zasnoval konstruktor Nikolaj Polikarpov leta 1928. Poganjal ga je 12-valjni V-motor Mikulin M-17, ki je bil licenčna verzija nemškega BMW VI V.
Z okrog 7 tisoč zgrajenimi je en izmed najbolj proizvajanih dvokrilnikov. 

## Specifikacije
Podatki iz The Osprey Encyclopedia of Russian Aircraft from 1875 - 1995 
Splošne karakteristike
- Posadka: 2
- Dolžina: 10,56 m (34 ft 7½ in)
- Razpon kril: 15,5 m (50 ft 10¼ in)
- Višina: 3,25 m [2] (10 ft 8 in)
- Površina kril: 50,2m² (540 ft²)
- Teža praznega letala: 1969 kg (4341 lb)
- Naložena teža: 3247 kg (7158 lb)
- Pogon letala: 1 ×  12-valjni V-motor Mikulin M-17B, 507 kW (680 KM)

 Zmogljivost 
- Maks. hitrost: 228 km/h (123 vozlov, 142 mph)
- Doseg: 800 km (432 nmi, 497 milj)
- Višina leta: 6400 m (21000 ft)
- Obremenitev kril: 64,7 kg/m² (13,3 lb/ft²)
- Razmerje moč/teža: 0,16 kW/kg (0,095 KM/lb)
- Čas do višine 1000 m: 2,1 min

Oborožitev

- Ena fiksna PV-1 strojnica in en Degtjarjov mitraljez v zadnjem kokpitu
- Do 250 kg (550 lb) bomb